# Tevin Campbell

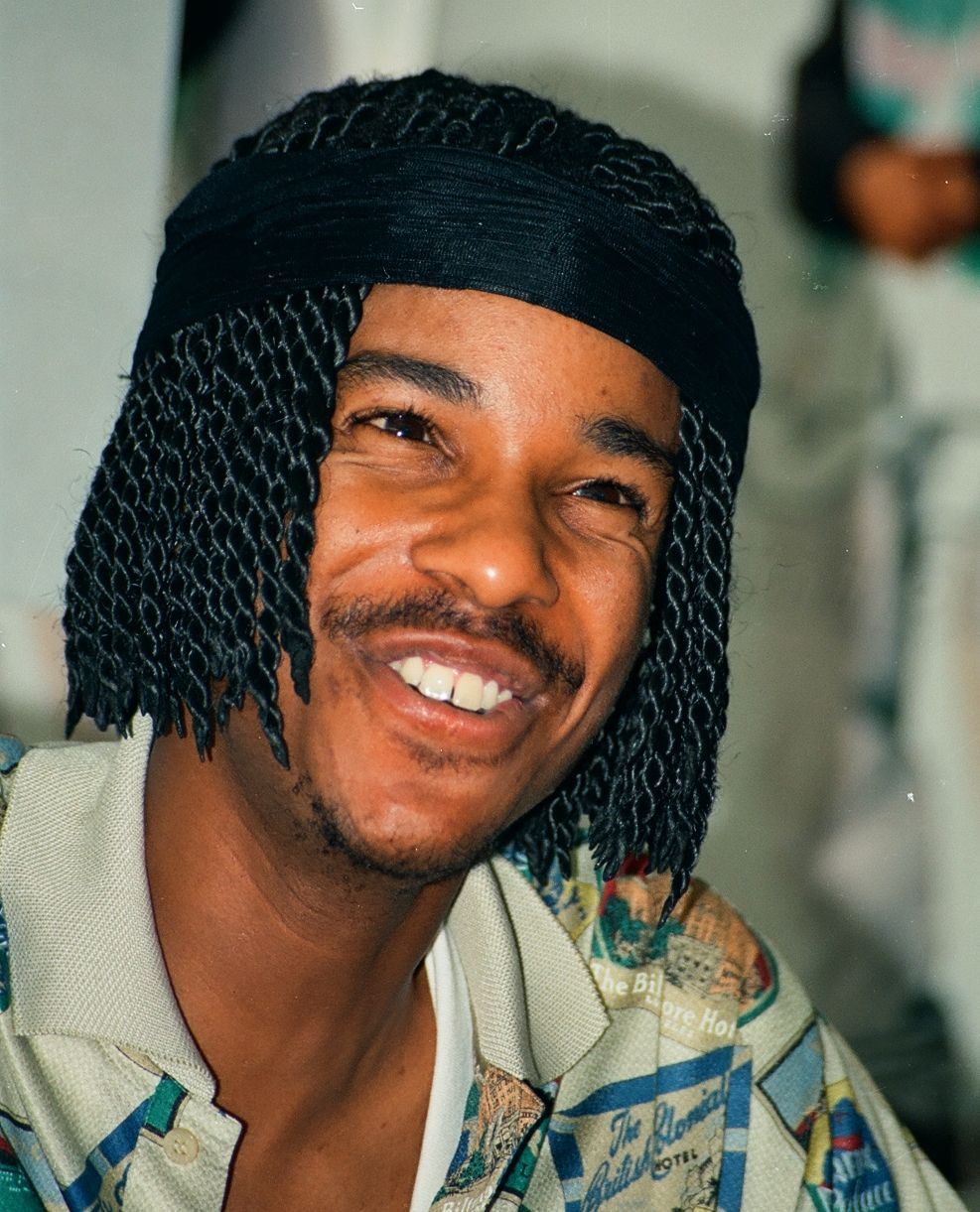
Tevin Campbell, 1996

Tevin Campbell (* 12. November 1976 in Dallas, Texas) ist ein US-amerikanischer R‘n’B-Sänger und Songwriter.

## Leben
Anfang 1990 wurde der Musikproduzent Quincy Jones auf Campbell aufmerksam und produzierte mit diesem seine erste Single Tomorrow (A Better You Better Me). Das Lied schaffte es im Mai 1990 auf Platz 1 der amerikanischen R‘n’B-Billboard-Charts. Das Stück erschien auf Jones’ Album Back on the Block, das 1991 den Grammy-Award als „Album des Jahres“ gewann.
Campbells erster Solo-Erfolg war im Jahr 1990 der Song Round and Round, der von Prince komponiert wurde und sowohl auf dessen Album Graffiti Bridge als auch auf dem gleichnamigen Film zu finden ist. 1991 veröffentlichte Campbell sein erstes Solo-Album T.E.V.I.N. Das Album kam bis auf Platz 5 der R‘n’B-Albumcharts und wurde mit Platin ausgezeichnet. Auch die folgenden Alben waren kommerziell erfolgreich.
Campbell war fünfmal für einen Grammy-Award und zweimal für einen American Music Award nominiert, ging aber bei der Verleihung jedes Mal leer aus. Einzig 1993 konnte er den Soul Train Music Awards für die beste R‘n’B/Soul-Single in Empfang nehmen.
Campbell arbeitet auch an einer zweiten Karriere als Schauspieler. So hatte er in den 1990ern Gastauftritte in Der Prinz von Bel-Air und synchronisierte einen Charakter in Disneys Goofy – Der Film. Im Dezember 2005 übernahm er die Rolle des Seaweed J. Stubbs in einer Broadway-Aufführung des Musicals Hairspray.
1999 geriet Campbell in die Schlagzeilen, als er einen verdeckt ermittelnden Polizisten für Oralsex bezahlen wollte. Campbell wurde verhaftet und in seinem Wagen Marihuana gefunden. Seitdem wurde über eine eventuelle Homosexualität Campbells spekuliert. Campbell wurde zu 1.080 Dollar Geldstrafe und zum Besuch einer Narcotics-Anonymous-Selbsthilfegruppe verurteilt, außerdem musste er an einer Schulung über AIDS-Prävention teilnehmen. Im August 2022 bekannte er sich in einem Interview mit People öffentlich zur Homosexualität.

## Diskografie

### Alben
| Jahr | Titel             | Höchstplatzierung, Gesamtwochen, AuszeichnungChartsChartplatzierungen (Jahr, Titel, Platzierungen, Wochen, Auszeichnungen, Anmerkungen) | Anmerkungen                             |
| Jahr | Titel             | US | Anmerkungen                             |
| ---- | ----------------- | --- | --------------------------------------- |
| 1991 | T.E.V.I.N.        | US38 Platin · (44 Wo.)US | Erstveröffentlichung: 19. November 1991 |
| 1993 | I’m Ready         | US18 ×2Doppelplatin · (49 Wo.)US | Erstveröffentlichung: 26. Oktober 1993  |
| 1996 | Back to the World | US46 (8 Wo.)US |                                         |
| 1999 | Tevin Campbell    | US88 (4 Wo.)US |                                         |

### Singles
| Jahr | Titel Album                                  | Höchstplatzierung, Gesamtwochen, AuszeichnungChartplatzierungen (Jahr, Titel, Album, Platzierungen, Wochen, Auszeichnungen, Anmerkungen) | Höchstplatzierung, Gesamtwochen, AuszeichnungChartplatzierungen (Jahr, Titel, Album, Platzierungen, Wochen, Auszeichnungen, Anmerkungen) | Anmerkungen                         |
| Jahr | Titel Album                                  | UK | US | Anmerkungen                         |
| ---- | -------------------------------------------- | --- | --- | ----------------------------------- |
| 1990 | Tomorrow (A Better You, Better Me) –         | — | US75 (5 Wo.)US | mit Quincy Jones                    |
| 1990 | Round and Round T.E.V.I.N. / Graffiti Bridge | — | US12 Gold · (29 Wo.)US | Autor: Prince                       |
| 1991 | Just Ask Me To T.E.V.I.N.                    | — | US88 (5 Wo.)US |                                     |
| 1991 | Tell Me What You Want Me To Do T.E.V.I.N.    | UK63 (2 Wo.)UK | US6 Gold · (25 Wo.)US |                                     |
| 1992 | Goodbye T.E.V.I.N.                           | — | US85 (12 Wo.)US |                                     |
| 1992 | Strawberry Letter 23 T.E.V.I.N.              | — | US53 (9 Wo.)US |                                     |
| 1992 | Alone With You T.E.V.I.N.                    | — | US72 (11 Wo.)US |                                     |
| 1993 | Can We Talk I’m Ready                        | UK— SilberUK | US9 Gold · (26 Wo.)US |                                     |
| 1994 | I’m Ready                                    | — | US9 (22 Wo.)US | Erstveröffentlichung: 20. März 1994 |
| 1994 | Always In My Heart I’m Ready                 | — | US20 (20 Wo.)US |                                     |
| 1994 | Don’t Say Goodbye Girl I’m Ready             | — | US71 (7 Wo.)US |                                     |
| 1996 | Back To The World Back to the World          | — | US47 (9 Wo.)US | Erstveröffentlichung: 30. Juni 1996 |
| 1998 | Another Way Tevin Campbell                   | — | US100 (2 Wo.)US |                                     |

Weitere Singles
- 1993: Confused
- 1994: Shhh
- 1996: I Got It Bad
- 1997: Could You Learn to Love
- 1999: Losing All Control
- 1999: For Your Love

## Auszeichnungen für Musikverkäufe
| Goldene Schallplatte - Australien - 1995: für die Single I’m Ready | 2× Platin-Schallplatte - Neuseeland - 2024: für die Single Can We Talk |

Anmerkung: Auszeichnungen in Ländern aus den Charttabellen bzw. Chartboxen sind in ebendiesen zu finden.
| Land/RegionAuszeichnungen für Musikverkäufe (Land/Region, Auszeichnungen, Verkäufe, Quellen) | Silber  | Gold     | Platin     | Verkäufe  | Quellen          |
| -------------------------------------------------------------------------------------------- | ------- | -------- | ---------- | --------- | ---------------- |
| Australien (ARIA)                                                                            | —       | Gold1    | —          | 35.000    | aria.com.au      |
| Neuseeland (RMNZ)                                                                            | —       | —        | 2× Platin2 | 60.000    | radioscope.co.nz |
| Vereinigte Staaten (RIAA)                                                                    | —       | 3× Gold3 | 3× Platin3 | 4.500.000 | riaa.com         |
| Vereinigtes Königreich (BPI)                                                                 | Silber1 | —        | —          | 200.000   | bpi.co.uk        |
| Insgesamt                                                                                    | Silber1 | 4× Gold4 | 5× Platin5 |           |                  |

## Filmografie (Auswahl)
- 1989: Wally and the Valentines
- 1990: Graffiti Bridge
- 1990–1999: Soul Train (Fernsehserie, 6 Folgen)
- 1991: Boyz n the Hood – Jungs im Viertel (Soundtrack)
- 1991: Der Prinz von Bel-Air (Fernsehserie, eine Folge)
- 1991–1992: Ebony/Jet Showcase (Fernsehserie, 2 Folgen)
- 1992: Rockopop (Fernsehserie, eine Folge)
- 1992–1994: The Tonight Show with Jay Leno (Fernsehserie, 3 Folgen)
- 1994: ABC in Concert (Fernsehserie, eine Folge)
- 1995: Der Goofy Film (Stimme)
- 1995: New York Undercover (Fernsehserie, eine Folge)
- 1999: Moesha (Fernsehserie, eine Folge)
- 2001: Independence Day 2001 (Fernsehfilm)
- 2010: The Mo’Nique Show (Fernsehserie, eine Folge)
- 2019: Queen Sugar (Fernsehserie, eine Folge)